# 陶爱英
陶爱英（1931年8月—2008年4月18日），男，壮族，广西平果人，中华人民共和国政治人物。

## 生平
1949年，参加中国人民解放军滇桂黔边纵队。1954年2月，加入中国共产党。历任桂西游击队六支队十一大队四中队、桂西游击队平果山区指挥所政治员，平治县主力大队五中队、平治县大队三连政治指导员，平治县大同中心小学校长，平治县旧城区团工委书记，平治县收音站收音员，广西田阳县七区团工委委员、五区区公所副区长、九区区公所区长，广西田阳县人民委员会秘书，广西百色农业学校教务股股长，广西百色地委农村工作部副业生产科副科长，广西百色专署种子局第一副局长，农业局副局长、局长，广西乐业县农办主任，农村部部长。1979年3月至1981年，担任中共广西乐业县委副书记、县革委会主任、县委书记、乐业县县长。
1983年，担任中共百色地委副书记、百色地区行署专员，广西壮族自治区人民政府副秘书长。1985年1月至1988年12月，任中共广西壮族自治区委员会副书记。此外他担任第七、第八届全国人大常委会委员、民族委员会副主任委员。1998年8月，离休。2008年4月18日，在南宁逝世，享年78岁。